# Birgitta Gislev
Maj Sonja Birgitta Gislev, född Nihlmark 23 maj 1932 i Göteborg, död 21 mars 2004, var en svensk jurist som var lagman i Stenungsunds tingsrätt från 1989 till 1994. 
Birgitta Gislev avlade studentexamen i Göteborg 1951 och juris kandidatexamen vid Uppsala universitet 1956. Hon blev fiskal i Hovrätten för Västra Sverige 1961, assessor där 1967 och hovrättsråd 1974. Gislev utnämndes 23 februari 1989 till lagman i Stenungsunds tingsrätt.